# آنری بوشو
آنری بوشو (به فرانسوی: Henry Bauchau) شاعر، رمان‌نویس، دراماتورژ و روان‌شناس قرن بیستم میلادی اهل بلژیک بود.